# Good Trouble
Good Trouble – amerykański serial telewizyjny (dramat) wyprodukowany przez ProdCo Original, Blazing Elm Entertainment, Nuyorican Productions oraz   Freeform Original Productions, który jest spin-offem dramatu The Fosters. Serial jest emitowany od 8 stycznia 2019 roku przez  Freeform.

## Fabuła
Serial opowiada o Callie i Marianie Adams Foster, które rozpoczynają dorosłe życie.

## Obsada

### Główna
- Maia Mitchell jako Callie Adams Foster
- Cierra Ramirez jako Mariana Adams Foster
- Zuri Adele jako Malika[2]
- Sherry Cola jako Alice Kwan[2]
- Tommy Martinez jako Gael Martinez[2]
- Roger Bart jako Judge Wilson[2]
- Emma Hunton jako Davia[2]
- Josh Pence jako Dennis[3]

### Role drugoplanowe
- TJ Linnard jako Evan Speck
- Ken Kirby jako Benjamin[2]
- Molly McCook jako Rebecca[3]
- Beau Mirchoff jako Jamie Hunter
- Hailie Sahar jako Jazmin Martinez
- Dhruv Uday Singh jako Raj Patil
- Dustin Ingram jako Alex Wood
- Max Cutler jako Sam Higgins
- Michael Galante jako Bryan[4]
- Anastasia Leddick jako Kelly
- Heather Mazur jako Angela Miller
- Kara Wang jako Sumi
- Briana Venskus jako Meera
- Daisy Eagan jako Joey

## Odcinki
| Sezon | Odcinki | Oryginalna emisja w ABC | Oryginalna emisja w ABC |
| Sezon | Odcinki | Premiera sezonu         | Finał sezonu            |
| ----- | ------- | ----------------------- | ----------------------- |
| 1     | 13      | 8 stycznia 2019         | 2 kwietnia 2019         |
| 2     | 18      | 18 czerwca 2019         | 4 marca 2020            |
| 3     | 19      | 17 lutego 2021          | 8 września 2021         |
| 4     | 18      | 9 marca 2022            | 1 września 2022         |

### Sezon 1 (2019)
| Nr | #  | Tytuł                       | Reżyseria         | Scenariusz                                    | Premiera Freeform |
| -- | -- | --------------------------- | ----------------- | --------------------------------------------- | ----------------- |
| 1  | 1  | DTLA                        | Jon M. Chu        | Joanna Johnson, Peter Paige, Bradley Bredeweg | 8 stycznia 2019   |
| 2  | 2  | The Coterie                 | Peter Paige       | Joanna Johnson                                | 15 stycznia 2019  |
| 3  | 3  | Allies                      | Laura Nisbet      | Peters Kris Q. Rehl                           | 22 stycznia 2019  |
| 4  | 4  | Playing the Game            | Michael Medico    | Cristian Martinez                             | 29 stycznia 2019  |
| 5  | 5  | Parental Guidance Suggested | Bradley Bredeweg  | Joanna Johnson                                | 5 lutego 2019     |
| 6  | 6  | Imposter                    | Geoff Haley       | Megan Lynn, Wade Solomon                      | 12 lutego 2019    |
| 7  | 7  | Swipe Right                 | Troian Bellisario | Ally Musika                                   | 19 lutego 2019    |
| 8  | 8  | Byte Club                   | Peter Paige       | Nicole Paulhus                                | 26 lutego 2019    |
| 9  | 9  | Willful Blindness           | Kelli Williams    | Lauren Moon                                   | 5 marca 2019      |
| 10 | 10 | Re-Birthday                 | Aprill Winney     | Claudia Forestieri, Dan Richter               | 12 marca 2019     |
| 11 | 11 | Less Than                   | Bradley Bredeweg  | Kimberly Ndombe                               | 19 marca 2019     |
| 12 | 12 | Broken Arted                | Peter Paige       | Megan Lynn, Wade Solomon                      | 26 marca 2019     |
| 13 | 13 | Vitamin C                   | Joanna Johnson    | Joanna Johnson                                | 2 kwietnia 2019   |

### Sezon 2 (2019-2020)
| Nr | #  | Tytuł                    | Reżyseria           | Scenariusz                   | Premiera Freeform |
| -- | -- | ------------------------ | ------------------- | ---------------------------- | ----------------- |
| 14 | 1  | Percussions              | Peter Paige         | Joanna Johnson               | 18 czerwca 2019   |
| 15 | 2  | Torn                     | Peter Paige         | Joanna Johnson               | 25 czerwca 2019   |
| 16 | 3  | Doble Quince             | Bradley Bredeweg    | Joanna Johnson & Ashly Perez | 2 lipca 2019      |
| 17 | 4  | Unfiltered               | Laura Nisbet Peters | Resheida Brady               | 9 lipca 2019      |
| 18 | 5  | Happy Heckling           | Erica Dunton        | Adam Starks                  | 16 lipca 2019     |
| 19 | 6  | Twenty-Fine              | Chandra Wilson      | Joanna Johnson, Ashly Perez  | 23 lipca 2019     |
| 20 | 7  | In The Middle            | Jay Chandrasekhar   | Nicole Paulhus               | 30 lipca 2019     |
| 21 | 8  | Disruptions              | Peter Paige         | Joanna Johnson               | 6 sierpnia 2019   |
| 22 | 9  | Nochebuena               | Bradley Bredeweg    | Joanna Johnson               | 16 grudnia 2019   |
| 23 | 10 | A Very Coterie Christmas | Peter Paige         | Joanna Johnson               | 16 grudnia 2019   |
| 24 | 11 | Clapback                 | Michael Medico      | Megan Lynn & Wade Solomon    | 15 stycznia 2020  |
| 25 | 12 | Gumboot Becky            | Marco Fargnoli      | Cristian Martinez            | 22 stycznia 2020  |
| 26 | 13 | Daylight                 |                     |                              | 29 stycznia 2020  |
| 27 | 14 | In Good Conscience       |                     |                              | 5 lutego 2020     |
| 28 | 15 | Palentine's Day          |                     |                              | 12 lutego 2020    |
| 29 | 16 | Fragility                |                     |                              | 19 lutego 2020    |
| 30 | 17 | Truths and Dares         |                     |                              | 26 lutego 2020    |

## Produkcja
W czerwcu 2018 roku, ogłoszono, że  Tommy Martinez, Zuri Adele, Sherry Cola, Roger Bart, Emma Hunton, Ken Kirby, Molly McCook i Josh Pence dołączyli do obsady serialu.
5 lutego 2019 roku, stacja Freeform zamówiła drugi sezon.
18 stycznia 2020 stacja Freeform ogłosiła zamówienie trzeciego sezonu.